# Cindy Rolederová
Cindy Rolederová (nepřechýleně Cindy Roleder) (* 21. srpna 1989, Chemnitz) je německá atletka, sprinterka, jejíž specializací jsou krátké překážkové běhy.

## Sportovní kariéra
Na evropském šampionátu v roce 2012 doběhla sedmá ve finále běhu na 100 metrů překážek, na olympiádě v Londýně v téže sezóně postoupila v této disciplíně do semifinále. První medaili z mezinárodních soutěží – stříbrnou - vybojovala na mistrovství světa v Pekingu v roce 2015. Jejím největším úspěchem se stal titul mistryně Evropy v běhu na 100 metrů překážek v roce 2016 v Amsterdamu. O dva roky později v Berlíně získala na evropském šampionátu v této disciplíně bronzovou medaili.

### Osobní rekordy
- běh 60 metrů překážky: 7,88 (2016)
- běh 100 metrů překážky: 12,59 (2015)